# دی‌اچ‌ال دو گواتمالا

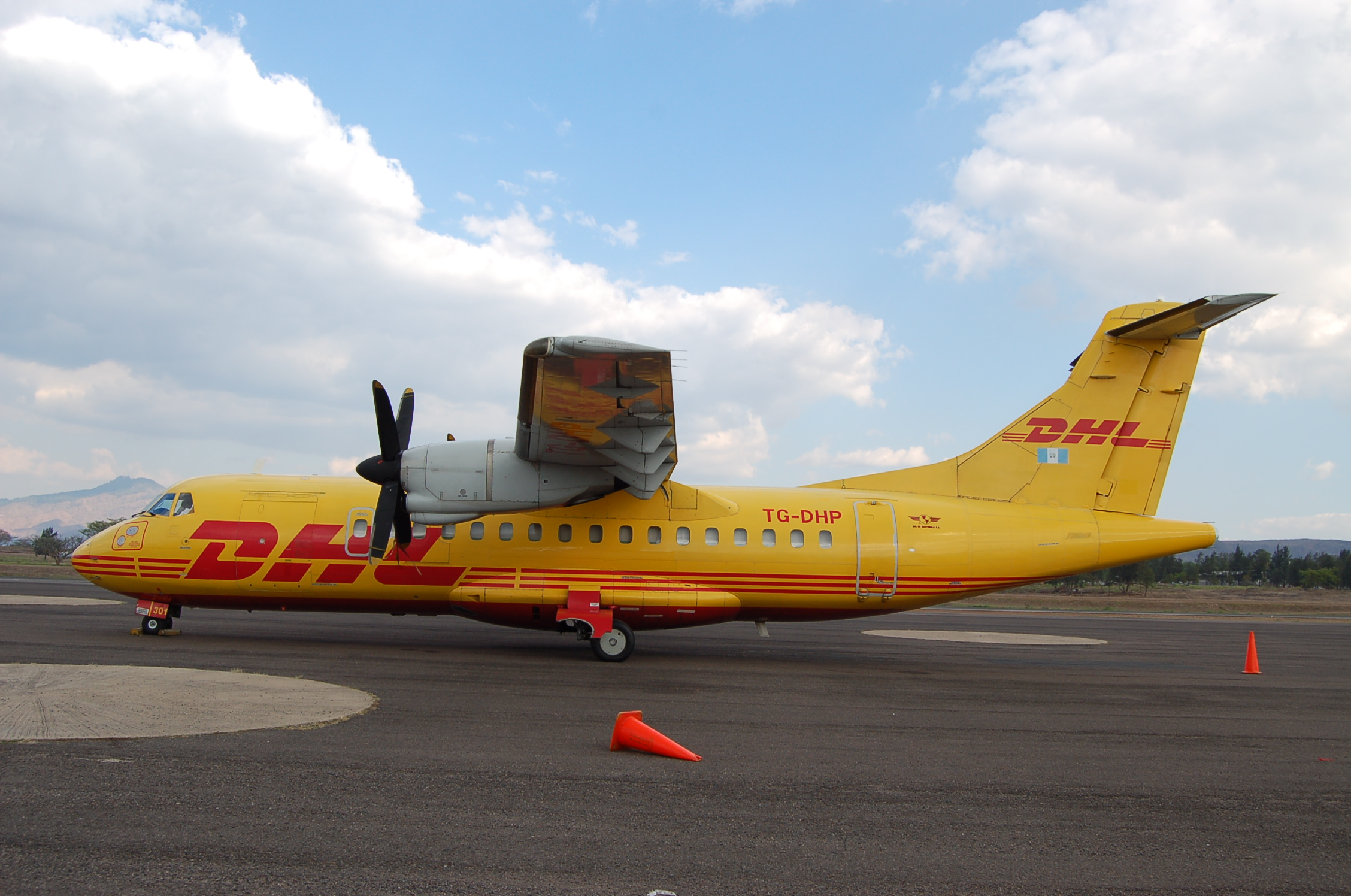
نمایی از فرودگاه بین المللی لاآررا

دی‌اچ‌ال دو گواتمالا (به انگلیسی: DHL de Guatemala) یک شرکت هواپیمایی با کد یاتا L3 است که در تاریخ ۱۹۹۱ میلادی تأسیس شده است. دفتر مرکزی دی‌اچ‌ال دو گواتمالا در گواتمالاسیتی، گواتمالا واقع شده‌است و قطب این شرکت هواپیمایی در فرودگاه بین‌المللی لا آررا قرار دارد.